# 정동진해수욕장

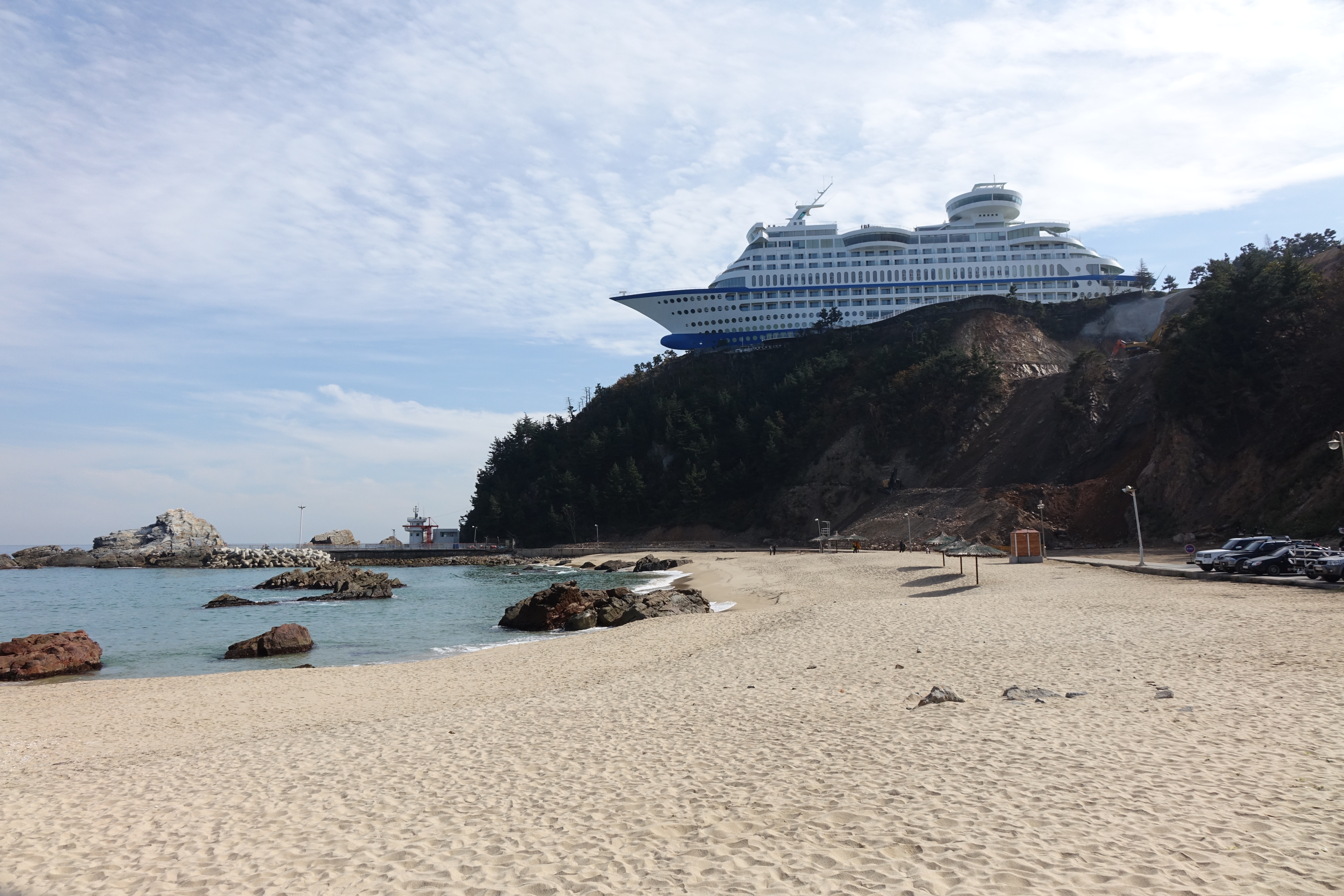
정동진해변

정동진해변은 강원특별자치도 강릉시 강동면 정동진리에 있는 해변이다.

## 개요
정동진해변은 세계적으로 바다와 가장 가까운 간이역이 있는 해변으로 유명하다. 정동진역에서 내리면 바로 바다를 볼 수 있다. 1995년 SBS 드라마 ‘모래시계’ 의 촬영지로 처음 사람들에게 인기 있는 관광 명소가 되었다.